# It's Over (extended play)
It's Over es el quinto EP del cantautor estadounidense Jesse McCartney.

## Información
El EP consta de tres canciones, de las cuales dos son remixes del sencillo de McCartney, "It's Over", y la versión Radio Edit del mismo.

## Canciones
| Edición española e italiana |                           |          |  |
| N.º                         | Título                    | Duración |  |
| 1.                          | «It's Over (Radio Edit)»  | 3:36     |  |
| 2.                          | «It's Over (Remix)»       | 4:19     |  |
| 3.                          | «It's Over (Club Re-mix)» | 5:15     |  |
| 13:10                       |                           |          |  |